# جورج ديلهويو
جورج ديلهويو (بالإنجليزية: George DelHoyo)‏ مواليد 23 نوفمبر 1953 في الأوروغواي، هو ممثل أمريكي بدأ مسيرته الفنية سنة 1975.

## الأعمال

### أفلام
- رانجو

### مسلسلات
- هانتر
- أيام حياتنا
- نايت كورت
- شيرز
- جاغ
- سوبرمان
- أطلق الرصاص علي!

## روابط خارجية
- جورج ديلهويو على موقع IMDb (الإنجليزية)
- جورج ديلهويو على موقع قاعدة بيانات الفيلم (الإنجليزية)